# زيايدة

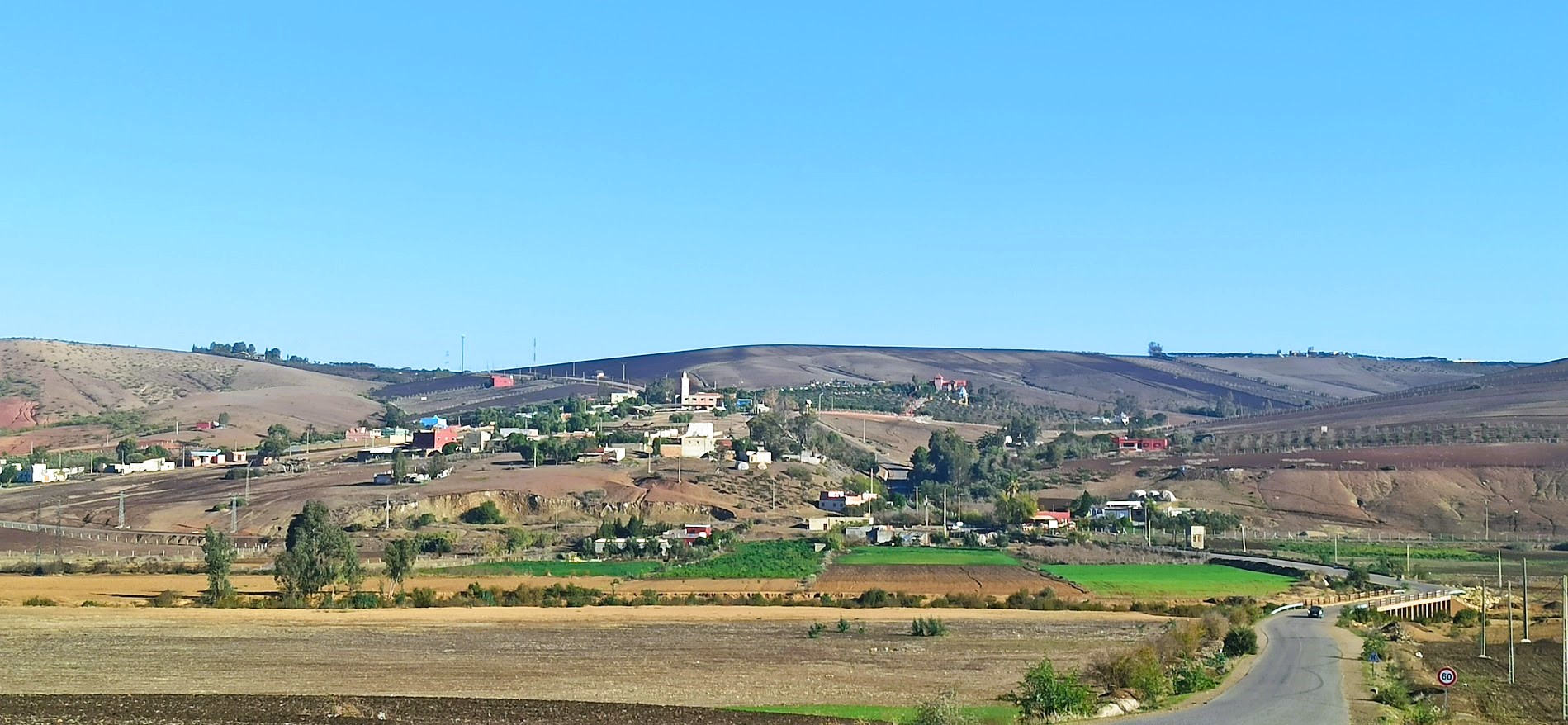
الزيايدة

زيايدة قرية مغربية، تقع بين الرباط والدار البيضاء، بإقليم بن سليمان وتضم 14.010 نسمة (إحصاء 2014).